# Ringer lattato

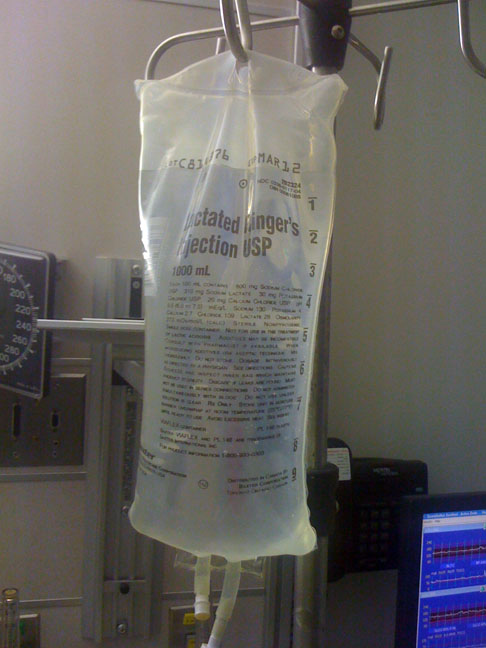
Un litro di soluzione di Ringer lattato da somministrare per via endovenosa.

Il Ringer lattato è una soluzione isotonica rispetto al sangue, che viene somministrata per via endovenosa o, in particolare in medicina veterinaria, per via sottocutanea. È talvolta abbreviata con la sigla "RL". 
Viene spesso preferita alla normale soluzione fisiologica, specie se debbono essere infusi volumi abbondanti, in quanto quest'ultima ha maggiore rischio di causare una acidosi metabolica ipercloremica. Come tanti altri fluidi (quali la soluzione salina e le soluzioni di destrosio), fa parte di quelle soluzioni utilizzabili per via endovenosa note con il termine di "soluzioni cristalloidi", in contrapposizione ad altre soluzioni dette "colloidali" (o "colloidi"), che contengono molecole più grandi come amido o gelatina. 

## Storia
La soluzione salina di Ringer fu inventata nel 1880 da Sydney Ringer, un medico e fisiologo britannico. Ringer stava effettuando degli studi sul battito cardiaco di un cuore di rana isolato al di fuori del corpo. Egli sperava di identificare nel sangue alcune sostanze che avrebbero permesso al cuore isolato di battere normalmente per un certo tempo.
La soluzione originale di sali inorganici fu poi ulteriormente modificata da Alexis Hartmann al fine di poter trattare l'acidosi nei bambini. Hartmann aggiunse alla soluzione originaria il lattato, che mitiga le variazioni di pH agendo come un tampone per le sostanze acide. In questo modo la soluzione divenne nota come "soluzione di Ringer lattato" o "soluzione di Hartmann".

## Composizione
Un litro di Ringer lattato contiene:
- 130 mEq di ione sodio corrispondenti a 130 mmol/L
- 109 mEq di ione cloruro corrispondenti a 109 mmol/L
- 28 mEq di lattato corrispondenti a 28 mmol/L
- 5 mEq di ione potassio corrispondenti a 5 mmol/L
- 3 mEq di ione calcio corrispondenti a 1,5 mmol/L

Normalmente il sodio, il lattato, il potassio e il calcio provengono dal cloruro di sodio, dal lattato di sodio, dal cloruro di potassio e dal cloruro di calcio.
Ci sono leggere variazioni nella composizione della soluzione di Ringer lattato, a seconda del diverso produttore. Per tale motivo, il termine Ringer lattato non dovrebbe essere considerato come corrispondente a una formulazione precisa.
Sebbene il pH della soluzione sia pari a 6,5, essa si comporta come una soluzione alcalizzante.

## Usi terapeutici
Il Ringer lattato è spesso usato per ripristinare la volemia dopo un'emorragia post-traumatica o chirurgica, o in caso di ustione (soprattutto nelle prime 24 ore). In passato era usato anche per aumentare la diuresi nei pazienti in scompenso renale.
In ambito veterinario un altro uso comune della soluzione è il trattamento dell'insufficienza renale nei piccoli animali. In questo caso viene spesso somministrata in soluzione sottocutanea anziché per via endovenosa. La somministrazione per via sottocutanea permette comunque l'infusione di discrete quantità di fluidi e non richiede il posizionamento di un catetere in una vena periferica. Il fluido dal comparto sottocutaneo viene poi lentamente assorbito nella circolazione sanguigna dell'animale.
La soluzione di Ringer lattato viene utilizzata anche quando è necessario correggere degli stati acidosici lievi o moderati: i prodotti del metabolismo epatico del lattato sono infatti in grado di contrastare l'acidosi, uno squilibrio chimico che si verifica in molteplici situazioni (metaboliche e respiratorie) caratterizzato da un incremento della concentrazione di ioni idrogeno di un qualsiasi fluido o tessuto, con conseguente abbassamento del pH.
La dose di soluzione di Ringer lattato da somministrarsi endovena è di solito calcolata in base al peso corporeo e alla perdita di liquidi stimata.
La soluzione di Ringer lattato non viene considerata adatta per una terapia di mantenimento perché il contenuto di sodio (130 mEq/L) è considerato troppo basso, in particolare per i bambini, come anche il contenuto di potassio (4 mEq/L) è troppo basso, in considerazione delle necessità elettrolitiche giornaliere. Altri fluidi utilizzati comunemente per via endovenosa sono le normali soluzioni saline e le soluzioni contenenti idrossietilamidi (normalmente impiegate nello shock ipovolemico). La soluzione di Ringer lattato e altre soluzioni cristalloidi possono essere utilizzate anche come veicoli per la diluizione di farmaci da somministrarsi endovena. In casi particolari la soluzione di Ringer lattato può essere assunta per via orale, anche se ha un gusto sgradevole che la rende poco tollerabile al paziente.
La soluzione di Ringer lattato, come del resto altre soluzioni che sono in grado di aumentare la volemia, va utilizzata con grande cautela nei pazienti che con facilità possono sviluppare uno scompenso cardiaco congestizio, nei soggetti con insufficienza renale grave e in tutte quelle situazioni cliniche in cui esiste la presenza di edema con ritenzione salina.
Per la presenza degli elettroliti già citati, e in particolare del potassio, la somministrazione della soluzione dovrebbe prevedere l'esecuzione di elettrocardiogrammi seriati, da confrontarsi con l'elettrocardiogramma di base, anche perché nelle somministrazioni in acuto la potassemia può non essere indicativa delle concentrazioni di potassio intracellulari.
Similmente è opportuno monitorizzare il bilancio dei fluidi, degli elettroliti e dell‘equilibrio acido-base.